# Alberto Festa
Alberto Festa, nome completo Alberto Augusto Antunes Festa (Santo Tirso, 21 luglio 1939 – Porto, 2 gennaio 2024), è stato un calciatore portoghese, di ruolo difensore.

## Carriera

### Club
Tra il 1960 ed il 1968 giocò nella prima divisione portoghese con il Porto.

### Nazionale
Con la nazionale portoghese prese parte ai Mondiali del 1966.

## Palmarès

### Club

#### Competizioni nazionali
- Coppa del Portogallo: 1

Porto: 1967-1968